# اچ‌ام‌اس الکترا (۱۸۰۶)
اچ‌ام‌اس الکترا (۱۸۰۶) (به انگلیسی: HMS Electra (1806)) یک کشتی بود که طول آن ۹۳ فوت ۲ اینچ (۲۸٫۴ متر) بود. این کشتی در سال ۱۸۰۶ ساخته شد.